# Macrostemum zebratum
Macrostemum zebratum är en nattsländeart som först beskrevs av Hagen 1861.  Macrostemum zebratum ingår i släktet Macrostemum och familjen ryssjenattsländor. Inga underarter finns listade i Catalogue of Life.